# 默尔恩
默尔恩（德語：Mölln，發音：[mœln] ⓘ）是德国石勒苏益格-荷尔斯泰因州劳恩堡公国县的城市，面积25.05平方千米，2023年12月31日人口为19,566人。